# Henryk Szatkowski
Henryk Szatkowski (ur. 27 listopada 1900 w Krakowie) – legionista, piłsudczyk, działacz sanacyjny (działacz BBWR i OZN), podczas II wojny światowej jeden z przywódców Goralenvolk, volksdeutsch.

## Życiorys
Henryk Szatkowski studiował prawo w Krakowie, Wrocławiu i w Berlinie. Ożenił się z Marysią Stopkówną, córką znanego na Podhalu Wojciecha Stopki Mocarnego. Przed wojną był kierownikiem wydziału uzdrowiskowego w magistracie zakopiańskim cieszącym się poparciem wiceministra Aleksandra Bobkowskiego. Był politykiem BBWR i pracownikiem w Ministerstwie Komunikacji. Uważa się go obok Bobkowskiego, z którym się przyjaźnił, za jednego z inicjatorów budowy kolejki na Kasprowy Wierch. Był wiceprezesem Polskiego Związku Narciarskiego i zakopiańskim działaczem sportowym.
W czasie wojny był wraz z Witalisem Wiederem, Wacławem Krzeptowskim i Józefem Cukierem inicjatorem powstania idei niezależności i odrębności górali, głoszącym, że ich korzenie wywodzą się od plemion germańskich. Stąd powstanie Goralenvolku – ludu góralskiego. Henryk Szatkowski był jednym z założycieli Goralenverein (niem. Związek Górali) i pomysłodawcą powstania jednostki bojowej w ramach Waffen-SS. Jego działalności nie akceptowała żona, która w pewnym momencie wyprowadziła się z domu rodzinnego. W czasie okupacji przejął po aresztowanym przez Niemców właścicielu manufakturę, w której produkowano pamiątki. Nie był to odosobniony przypadek, pozostali przywódcy Goralenvolk również dorabiali się na przejmowaniu pozostawionych bez właścicieli firm. 
Pod koniec wojny (z końcem 1944 r.) uciekł wraz z cofającym się wojskiem niemieckim, pozostawiając na Podhalu żonę Marię z dziećmi (Zofią, Janem i Andrzejem). Jego dalsze losy nie są bliżej znane. Najpierw miał być w Austrii i Rzymie, gdzie został rozpoznany na ulicy; w latach 60. XX w. mieszkał ponoć w Londynie. Rodzina nie poznała czasu ani miejsca pochówku. Po wojnie, w PRL, zaocznie skazany na karę śmierci.
Wnuk – Wojciech Szatkowski, na Uniwersytecie Jagiellońskim napisał pracę magisterską o „Goralenvolku”, ale dopiero po latach zdecydował się na opracowanie monograficzne dotyczące dziadka. Jego książka „Goralenvolk. Historia zdrady” otrzymała nagrodę historyczną tygodnika „Polityka” w 2012 roku.